# Нимфа (биология)

Превращение цикады из нимфы в имаго (Miomantis paykullii)

Ни́мфа (от др.-греч. νύμφη, здесь — куколка, личинка, буквально — невеста, девушка) — традиционное название личиночной стадии развития некоторых членистоногих с неполным превращением (клещей и ряда групп насекомых).
Развитие членистоногих с неполным превращением имеет три стадии:
1. Яйцо,
2. Нимфа (внешне крайне похожа на взрослую особь, но не обладает половой зрелостью),
3. Имаго (половозрелая особь).

Нимфа после многократных линек превращается в половозрелую особь (не проходя стадию куколки).

## Общая характеристика
Нимфа является стадией жизненного цикла хелицеровых (пауков, клещей и других) и всех насекомых с неполным превращением (тараканов, богомолов, стрекоз, прямокрылых, тлей и т. д.). В процессе онтогенеза нимфа питается, растет и когда покровы тела тормозят её дальнейший рост, линяет. Вследствие последней линьки личинка превращается в имаго.
Нимфа отличается от имаго меньшими размерами тела и недостаточным развитием половой системы. Внешне нимфы крылатых насекомых имеют вместо полноценных крыльев только их зачатки. С каждой линькой нимфа приобретает все больше сходства с имаго, и после последней линьки она превращается во взрослую особь. Количество линек может быть различной: у итальянского пруса — 5-6 (самки) и 4-5 (самцы), у стрекоз — до 15, у однодневок Cloen — 22. У одного и того же вида это количество может быть разным в зависимости от температуры воздуха. Например, у однодневки Baetis количество линек колеблется в широких пределах — от 5 до 27.
Когда имаго не имеют крыльев, внешне они отличаются от нимф разве что большими размерами (пауки, клещи, постельный клоп, рабочие термиты).
Нимфы и имаго определённого вида обычно могут иметь одинаковый образ жизни, и это объясняет их сходство в строении. Такая стратегия увеличивает конкуренцию между имаго и личинками, но позволяет упростить и сократить развитие личинки и её превращение во взрослую существо, ведь отсутствует необходимость в особой стадии куколки. Иногда нимфы в ходе развития испытывают резкие внешние изменения. У некоторых саранчовых нимфы и имаго могут существовать в одиночной и стадной фазах.

## Нимфыклещей
На каждой стадии развития (личинка, нимфа и имаго) клещи должны хотя бы раз напиться крови хозяина-позвоночного животного, прежде чем они смогут перейти в следующую стадию. Самцы клещей при кратковременном присасывании питаются не кровью, а высасывают небольшое количество тканевой жидкости.
Личинки питаются на хозяине в течение 2—5 дней, после чего отпадают, у них происходит линька, и они превращаются в нимф. В свою очередь нимфы снова присасываются к хозяину-позвоночному на 2—7 дней, затем происходит их метаморфоз, и они становятся взрослыми особями (имаго).
Нимфальная фаза развития у клещей может быть представлена 1-3 возрастами. Таким образом, клещи, находящиеся в определённом возрасте, обычно носят название протонимфы, дейтонимфы и тритонимфы. Перед переходом из одного возраста в другой клещи на время впадают в состояние покоя, а затем линяют. Все перечисленные три возраста нимф представлены у Панцирных и Аргасовых клещей. У саркоптоидных (перьевые клещи, мучные клещи, Волосатые клещи) сохраняются только два обязательных возраста (1 и 3) и один факультативный (2), у тераниховых клещей также обычно имеется только лишь два нимфальных возраста.
Протонимфа (нимфа первого возраста) характеризуется «приобретением» четвёртой пары ног, на которой и вокруг которой в небольшом количестве имеются щетинки. Также протонимфа имеет генитальное отверстие с парой генитальных щупальцев и генитальных щетинок. Боковые органы утрачиваются. Дейтонимфа (нимфа второго возраста) отличается усилением вооружения конечностей щетинками, их количество становится больше, и они уже имеются на всех члениках четвёртой пары ног. Помимо этого формируются в общей сложности 2 пары генитальных щупалец и три пары генитальных щетинок. У акароидных клещей принято выделять также фазу гипопуса, или гетероморфной дейтонимфы, которая формируется в условиях, неблагоприятых для развития, у неё отсутствуют ротовые органы, и она существует не питаясь. Целью существования гипопуса является обеспечение выживания вида. Тритонимфа (нимфа третьего возраста) характеризуется появлением третьей парой генитальных щупалец и дополнительных нескольких щетинок. Также происходит дополнение осязательного вооружения всех ног и покровов тела.

## Нимфы крылатых насекомых

### Нимфыстрекоз

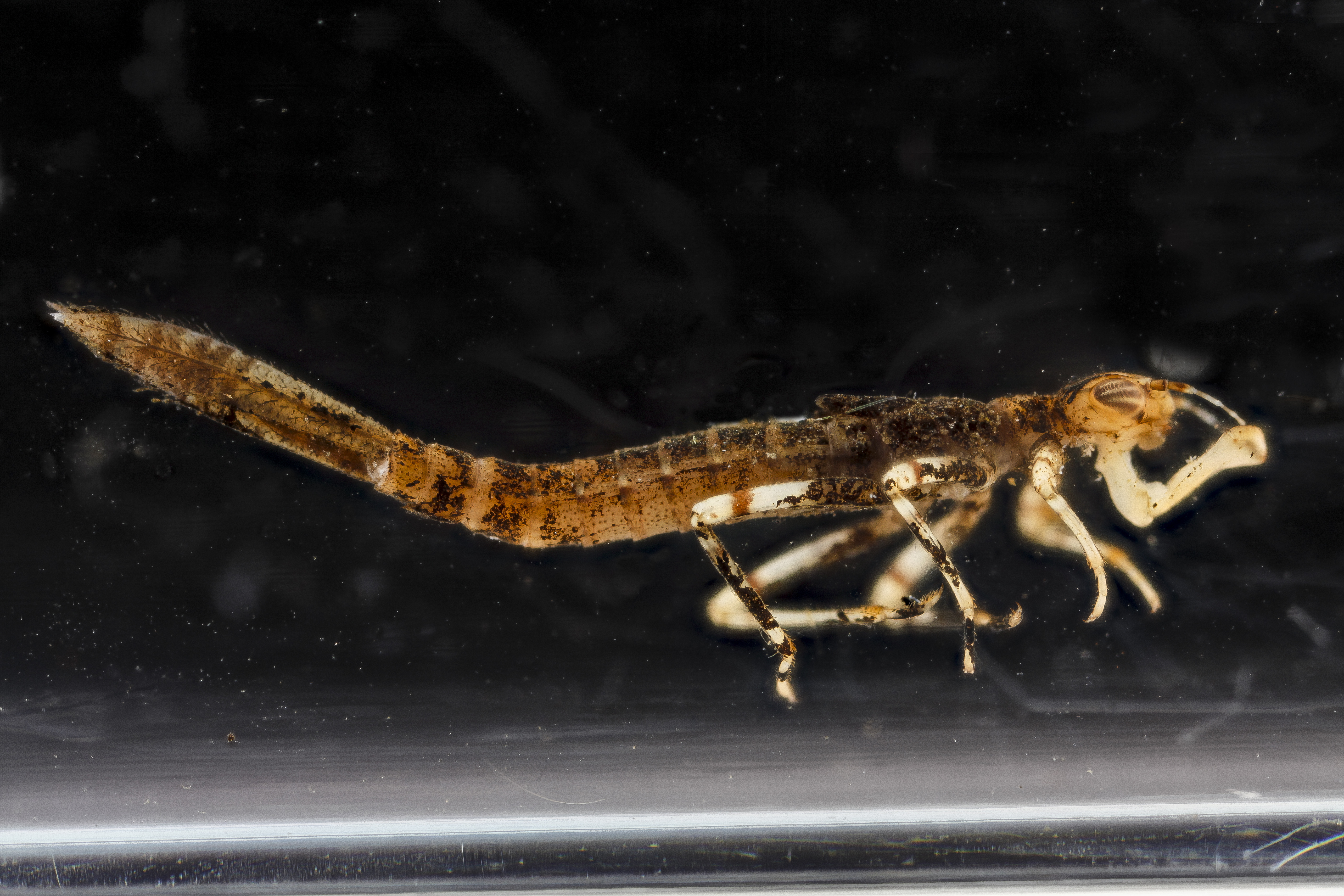
Личинка стрекозы. Хорошо заметна ловчая маска

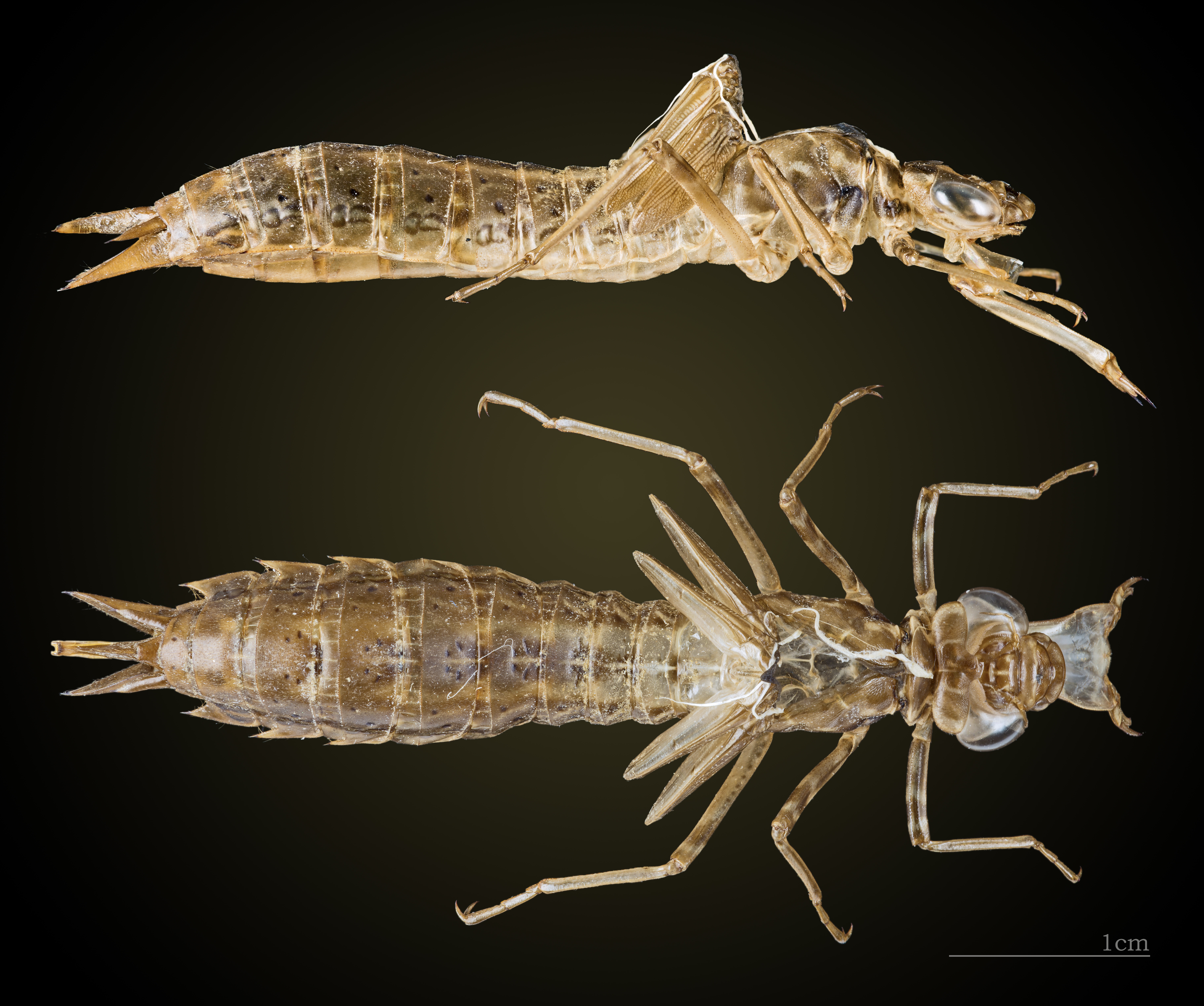
Экзувий личинки дозорщика-императора

Личинок стрекоз часто называют нимфами либо наядами. По внешней морфологии они отличаются от взрослых стрекоз в большей степени, чем личинки в других группах насекомых с неполным превращением, в первую очередь по строению дыхательной системы и ротового аппарата. Это объясняется их водным образом жизни, а не наземным, как у половозрелой стадии развития. Тело у личинок имеет различную форму. У представителей одних групп оно очень короткое и толстое, совершенно не похоже на тело взрослой стрекозы. В других группах — более удлинённое и стройное, больше напоминает тело имаго, но всегда толще и короче его. Голова у личинок стрекоз крупная и широкая и, за исключением ротового аппарата, устроена так же, как у имаго. Характерной чертой строения головы личинок стрекоз является ротовой аппарат, состоящий из непарной верхней губы, парных верхних челюстей, парных нижних челюстей и непарной нижней губы. Нижняя губа имеет очень своеобразное строение и преобразована в специальное хватательное приспособление для ловли добычи — маску, являющуюся уникальным органом личинок стрекоз. При захвате добычи она стремительно раскрывается и выбрасывается вперёд, при этом зубцы на её переднем конце глубоко вонзаются в жертву. Когда маска складывается, добыча подтягивается ко рту и спокойно пережёвывается. В состоянии покоя маска прикрывает голову снизу и (или) с боков. Плоская маска в состоянии покоя прикрывает рот личинки только снизу (её средняя пластинка более или менее плоская, боковые лопасти лежат вместе с ней в одной плоскости), а шлемовидная маска прикрывает одновременно сверху, спереди и снизу, как забрало или черпак. Этот тип характерен, например, для представителей родов коромысла и дозорщики, которые хватают добычу большими подвижными зубцами на её боковых лопастях. Второй тип масок характерен для личинок, обитающих в иле, например, у таких родов, как плоскобрюхи и булавобрюхи. Такие личинки захватывают добычу вместе с илом, а затем мелкие частицы просеиваются через своеобразное «сито», образованное длинными средними и боковыми щетинками на маске. Характерной особенностью конечностей личинок является строение вертлуга — его мышцы не входят в основание бедра, а прикрепляются к натянутой мембране, поддерживающей бедро. Если схватить личинку за ногу, мышцы вертлуга сокращаются, что вызывает разрыв мембраны, и бедро с лёгкостью отделяется от тазика. На ранних стадиях развития личинки могут регенерировать утраченную конечность, на поздних — нет. Бо́льшую часть жизни личинки стрекоз не могут дышать атмосферным воздухом и для дыхания используют жабры, расположенные на конце тела, которые могут быть внутренними (ректальными) или наружными (каудальными). На брюшке личинок большинства равнокрылых стрекоз (Zygoptera) развиты хвостовые трахейные жабры, которые могут иметь вид листовидных прозрачных пластинок или овальных капсуловидных (пузыревидных) придатков. У личинок разнокрылых стрекоз (Anisoptera) трахейные жабры расположены в специальной камере в прямой кишке (ректальные жабры), которая периодически заполняется водой.

### Нимфыцикад
Нимфы цикад отличаются толстым неуклюжим телом, гладкой и твёрдой кутикулой и толстыми ногами с одночленистыми лапками; передние ноги с широкими бедрами и голенями, покрытыми шипами (тип роющих конечностей). Молодые личинки сосут сначала стебли растений, а на более поздних стадиях развития ведут подземный образ жизни и сосут корни растений на глубине от 30 см и более, питаясь соками корней растений. Личинки живут несколько лет (иногда до 13 и 17 лет у периодических цикад), хотя для большинства видов продолжительность личиночной жизни неизвестна. После многочисленных линек у личинок развиваются зачатки крыльев; последнюю линьку проделывают обычно на деревьях.